# Le Poët-Célard
Le Poët-Célard é uma comuna francesa na região administrativa de Auvérnia-Ródano-Alpes, no departamento de Drôme. Estende-se por uma área de 8,34 km². Em 2010 a comuna tinha 130 habitantes (densidade: 15,6 hab./km²).